# Фрерон, Луи Мари Станислас
Луи́ Мари́ Станисла́с Фреро́н (фр. Louis Marie Stanislas Fréron; 17 августа 1754, Париж, Франция — 15 июля 1802, Ле-Ке, Гаити) — деятель Великой французской революции, журналист и издатель, активный участник «термидорианского переворота».

## Биография

### Ранние годы
Станислас Фрерон был сыном Эли-Катрин Фрерона, известного в своё время журналиста и писателя, издателя журнала «Литературный год» и личного противника Вольтера. Имя «Станислас» получил в честь покровителя отца, бывшего польского короля Станислава Лещинского. В 1780 году он окончил лицей Людовика Великого, где его однокашниками были Камилл Демулен и Максимилиан Робеспьер. Некоторое время продолжал издание отцовского журнала вместе с аббатом Руайю. К началу Революции располагал солидным состоянием.

### Начало Революции. Радикальный журналист
Революцию Фрерон воспринял с энтузиазмом и уже в мае 1790 г. под псевдонимом «Мартель» начал выпускать радикальный журнал «Оратор народа» (фр. Orateur du peuple), подражая стилю Марата, в журнале которого «друг народа» подвизался до этого некоторое время. Он также привлёк к сотрудничеству Демулена и сам писал статьи в журнале последнего — «Революции Франции и Брабанта». В это же время Фрерон вступает в клуб «кордельеров». Одним из первых в своём журнале обличил измену Мирабо. 4 июля 1791 года, после «Вареннского кризиса», Луи Мари Станислас так прокомментировал бегство Людовика XVI с семьёй:
Если верно, что австрийцы перешли Маас и на границах льется французская кровь, Людовик XVI должен сложить голову на эшафоте, а королеву, как Фредегонду [автор перепутал её с Брунгильдой], надо протащить по улицам Парижа, привязав к хвосту жеребца 
17 июля 1791 года, в числе прочих вождей «кордельеров», на Марсовом поле принял участие в составлении петиции, требовавшей низложения короля. Манифестация была разогнана национальными гвардейцами Лафайета; Фрерон, опасаясь ареста, бежал из Парижа в Версаль, но после отмены военного положения вернулся. Осенью он был избран председателем клуба «кордельеров». Но «Оратора народа» он выпускать перестал; в апреле 1792 г. они с Демуленом задумали новый журнал — «Трибуна патриотов» (фр. Tribune des Patriotes), однако из-за нехватки средств в свет вышло всего четыре номера. К тому времени они с Демуленом очень сдружились; молодая жена последнего, Люсиль, дала Фрерону прозвище «Кролик» (фр. Fréron-Lapin). Луи Мари Станислас входил в состав Парижской коммуны и принимал участие в восстании 10 августа 1792 года, свергнувшем короля, хоть, в основном, и в качестве стороннего наблюдателя. В конце августа в качестве комиссара Коммуны ездил в департамент Мозель, в Мец, для организации обороны. Одобрил сентябрьские убийства и активно подстрекал к ним. 14 сентября 1792 года 454 голосами выборщиков из 647 Фрерон был избран в национальный Конвент.

### Депутат Конвента
В Конвенте Фрерон примкнул к «монтаньярам»; впрочем, особой активности как законодатель не проявил. Голосовал за казнь короля, сформулировав свою позицию следующим образом:
Если после объявления Луи Капета виновным в измене родине и заговоре против государства, пусть он даже говорит напыщенные речи, к которым привык, вы не примените к нему положенного законом наказания, — я требую: пусть, прежде чем выносить декрет о заключении, завесят портрет Брута и вынесут его бюст за пределы этих стен. Я преследовал тирана до самого его дворца, я требовал его смерти два года в печатных статьях, которые стоили мне штыков Лафайета, я голосую за смерть в двадцать четыре часа.
 Позднее Фрерон поддержал также гонения на «жирондистов». 9 марта 1793 года в качестве комиссара Конвента был направлен в департаменты Верхние и Нижние Альпы.

### Проконсул на Юге
Его коллегой в этой поездке был назначен Баррас. После подавления восстания в Марселе Фрерон развернул широкомасштабные репрессии в городе и окрестностях, проводя многочисленные казни, аресты, реквизиции, снося замки «подозрительных» дворян. Он даже заменил название «Марсель» на «Безымянный город», но позже Конвент отменил это переименование. В январе 1794 г. он арестовал членов марсельского революционного трибунала, сочтя их слишком умеренными, и заменил «комиссией Брута Леруа», названной так по имени её председателя; из 219 обвиняемых она приговорила к смерти 124. Утверждали, что в наказание городу он даже хотел засыпать Старый Порт, сбросив в него холм Нотр-Дам-де-ла-Гард.
Подавить мятеж в Тулоне было сложней, чем в Марселе: мятежники сдали город английской эскадре. Но, не в последнюю очередь благодаря Бонапарту, командовавшему артиллерией осаждавших, 19 декабря 1793 г. республиканцы захватили город (см. Осада Тулона). Надо сказать, Фрерон лично принял участие в штурме форта Мюльграв и отличился храбростью, заслужив похвалу командующего, генерала Дюгомье: «Он показал пример стойкости в течение ночи [обстрела форта] и показывает пример самоотверженности во время боя». Правда, у него были для этого и личные причины: в городе находилась его сестра Тереза (для которой, кстати, все обошлось благополучно). Но во взятом городе он по-настоящему зверствовал. Каждый день по его приказу расстреливали от ста пятидесяти до трёхсот человек. 24 декабря по его приказу на Марсовом поле было велено собраться всем гражданам; пришло несколько тысяч, и около шестисот «подозрительных» из них было расстреляно. Тулон был переименован в «Город-на-Холме». Баррас и Фрерон присваивали имущество казнённых; правда, Фрерон быстро проматывал полученные деньги. Однако 23 января 1794 г. Комитет общественного спасения их отозвал.

### Термидор
В Париж Баррас и Фрерон прибыли только в марте. В Комитете их приняли холодно. После отчета «Спасителей Юга» Бийо-Варенн только и сказал: «Достаточно, граждане представители, Комитет вас выслушал. Когда будет что ответить, вас вызовут. Можете удалиться». Почувствовав неладное, Фрерон, взяв с собой Барраса, как бывший однокашник явился на квартиру лично к Робеспьеру, но тот даже не стал с ними разговаривать. Правда, в Конвенте их приняли радушно и одобрили их деятельность. Впоследствии Фрерон голосовал за арест Дантона и своего лучшего друга Демулена, но, понимая, что находится в опасности, при образовании заговора термидорианцев стал одним из самых активных его участников.

9 термидора Фрерон активно участвовал в уговорах депутатов, а когда получил слово после предложения арестовать Робеспьера и заявления Огюстена Робеспьера, что он разделит судьбу брата, предложил арестовать также Кутона, Леба и Сен-Жюста. Он заявил с трибуны:
Граждане коллеги, начиная с сегодняшнего дня родина и свобода выйдут из своего угнетения! […] Хотели создать триумвират, мечтавший возродить кровавые проскрипции Суллы, хотели возвысить себя на развалинах Республики, и люди, которые пытались это сделать — Робеспьер, Кутон и Сен-Жюст. (Несколько голосов: «И Леба!») Кутон — тигр, жаждущий крови народных представителей. Он посмел, в виде королевской шутки, говорить в Якобинском клубе о пяти или шести головах из среды Конвента. (Да, да, — кричат со всех сторон). Но это было только начало, и из ваших трупов он хотел сделать себе лестницу для восшествия на трон. (Кутон [указывая на свои парализованные ноги]: «Это я-то стремился к трону, я!») Я требую также декрета об аресте Сен-Жюста, Леба и Кутона.
После победы термидорианцев Фрерон стал членом всесильного «триумвирата», в который вошли также Тальен и Баррас. Внес предложение об аресте Фукье-Тенвиля. С 17 термидора несколько недель был секретарем Конвента. 9 фрюктидора (26 августа II года) произнес в Конвенте пламенную речь в защиту свободы печати. Неоднократно выступал против якобинцев и 3 сентября (17 фрюктидора) был исключен из Якобинского клуба вместе с Тальеном и Лекуантром. С 25 фрюктидора (11 сентября) возобновил издание «Оратора народа», где с прежним пафосом клеймил уже «левых термидорианцев» — Колло д’Эрбуа, Бийо-Варенна, Вадье и т. д. как «охвостье Робеспьера». Впрочем, левые (такие, как Моиз Бейль) не оставались в долгу и писали против него памфлеты, в ответ на его анафемы робеспьеристам и Террору напоминая о его прежнем крайнем радикализме, в частности, в Тулоне и Марселе.

### «Золотая молодёжь»
Фрерон стал идейным вдохновителем «мюскаденов» — молодёжных банд, куда принимали всех противников якобинизма; они получили название «золотая молодёжь Фрерона». Эти люди, одетые в узкие фраки «цвета конского навоза» с чёрными бархатными воротниками и фалдами фасона «тресковый хвост» и узкие панталоны, подвязанные под коленями, бродили большими компаниями по улицам и избивали тростями всех, чей вид им не нравился, то есть тех, кто был похож на «якобинца». 19 сентября 1794 года (3-я санкюлотида II года) они устроили целое побоище в Пале-Эгалите (бывшем Пале-Рояле). Фрерон обращался к ним в «Ораторе народа»:
Разве вы способны лишь наслаждаться радостями жизни? Это мы, говорите вы, восстали против якобинцев! Что ж! Республика хвалит вас за это, но спасение Отечества ещё требует от вас неустрашимости и пылкой отваги… Вы уже закрыли [клуб] якобинцев, вы сделаете больше, вы их уничтожите.

### Жерминаль и прериаль
Фрерон принял активное участие в подавлении восстаний 12 жерминаля (1 апреля 1795 г.) и 1 прериаля (20 мая). Во время первого он вместе с Баррасом командовал Национальной гвардией, изгнавшей повстанцев из Конвента. После этого восстания были в большинстве осуждены и «левые якобинцы». Во время Прериальского восстания Фрерон, видимо, смог понять, как к нему относится простой народ: депутату Феро, приняв его за «Фрерона», повстанцы отрубили голову и насадили на пику. Впрочем, Фрерон добился, чтобы убийц Феро казнили. 4 прериаля (23 мая) он, направленный Конвентом к армии генерала Мену, добился капитуляции Сент-Антуанского предместья, пригрозив пушечным обстрелом и пообещав конституцию 1793 года и освобождение арестованных.
Однако влияние Фрерона начало постепенно падать. Если якобинцы его ненавидели, то и роялисты, все более усиливавшиеся, не забывали ему подавления восстаний на Юге. Он утратил влияние и на «золотую молодёжь», все больше симпатизировавшую роялистам. Но Директория не была заинтересована в победе последних и подавила их восстание 12 вандемьера (5 октября), опять же при активном участии Фрерона, агитировавшего «патриотов 89-го года». В 1795 г. Фрерон не был переизбран в новый состав Конвента, но благодаря протекции Барраса был ещё раз назначен комиссаром Конвента на Юге.

### Второе проконсульство на Юге
На Юге действительно требовалось наводить порядок. После Термидора там резко активизировались контрреволюционеры, и якобинский террор сменился «белым». Всех, кто ранее сочувствовал якобинцам, бросали в тюрьмы, куда порой врывались роялисты, убивая заключенных. Весть о назначении Фрерона встретили там со страхом, помня его былую жестокость. Впрочем, на сей раз Фрерон проявил себя довольно умеренным. Прибыв с военными силами под командованием генерала Брюна, он сместил муниципалитет Экса, позже Марселя, не пытавшиеся сдерживать преступность, запретил роялистские организации «роты Солнца» и «роты Иисуса» и посадил в тюрьмы нескольких известных вожаков роялистов. Он поселился в Марселе, где жил на широкую ногу и с удовольствием посещал открывшиеся салоны. Когда 26 октября была создана Директория, ставший директором Баррас наделил его дополнительными полномочиями, назначив комиссаром Директории.
Ещё в 1793 г. Фрерон познакомился с сестрами Бонапарт, которые жили в Марселе довольно бедно со своей матерью Летицией, зарабатывавшей на жизнь стиркой. В этот приезд он влюбился в Полину Бонапарт, немедленно ответившую взаимностью. Однако вскоре в Париже потребовали его отозвать. Его обвиняли в симпатиях к якобинцам (особенно усердствовал бывший жирондист Инар, сам побывавший до этого с миссией на Юге и поощрявший расправы с якобинцами), а также в неумеренных растратах. Фрерон решил до отъезда жениться на Полине, но поскольку Наполеон Бонапарт уже был дивизионным генералом, а положение Фрерона явно пошатнулось, семья Бонапартов, рассчитывая на лучшую партию, воспротивилась этому браку. Получив несколько приказов из Парижа вернуться, 27 января 1796 г. Фрерон уехал.

### Закат политической карьеры и смерть
В Париже Фрерон ещё попытался оправдаться, выпустив направленную против Инара «Историческую записку о реакции и убийствах на Юге». Противники подвергали его резким нападкам в печати, попытавшись связать его имя даже с заговором Бабёфа, к которому он никакого отношения не имел. Тогда же он пытался добиться согласия Бонапартов на брак с Полиной, действуя, в частности, через Люсьена Бонапарта, но безуспешно. Тем временем Полина вышла за генерала Леклерка. После этого, по некоторым данным, он и сам женился на какой-то своей любовнице, но имя его жены так и осталось неизвестным. Он пытался при помощи махинаций стать депутатом Совета пятисот от Гвианы, но Совет не признал его избрания.
На несколько лет он оказался совсем без средств и на грани бедности. При Консульстве Люсьен Бонапарт, ставший министром внутренних дел, назначил его управляющим парижскими богадельнями. Через три месяца он получил назначение супрефектом города Ле-Ке на Сан-Доминго. Любопытно, что из Бреста он должен был отплыть на корабле «Океан» вместе с командованием французской карательной экспедицией, которую возглавлял как раз Леклерк, но решил дождаться следующего корабля — видимо, чтобы не оказаться на одном борту с Полиной.
Через несколько месяцев после прибытия на место заболел, по одним данным, дизентерией, по другим — жёлтой лихорадкой и умер 26 мессидора Х года (15 июля 1802 г.). Его могила затерялась.

## В культуре
Фрерон стал одним из персонажей романа Хилари Мантел «Сердце бури» (1992). Он действует в ряде художественных фильмов:
- «Наполеон» (немой, Франция, 1927) — актёр Даниэль Мендай[фр.]
- «Имперская Венера» (Италия, Франция, 1962) — актёр Габриэле Ферцетти